# Gan Jošija
Gan Jošija (hebrejsky גַּן יֹאשִׁיָּה, doslova „Jošijova zahrada“, v oficiálním přepisu do angličtiny Gan Yoshiyya, přepisováno též Gan Yoshiya) je vesnice typu mošav v Izraeli, v Centrálním distriktu, v Oblastní radě Emek Chefer.

## Geografie
Leží v nadmořské výšce 31 metrů v hustě osídlené a zemědělsky intenzivně využívané pobřežní nížině respektive Šaronské planině, nedaleko od kopcovitých oblastí podél Zelené linie oddělujících vlastní Izrael v mezinárodně uznávaných hranicích od okupovaného Západního břehu Jordánu. Severovýchodně od obce leží umělá vodní nádrž Ma'agar ha-Mizrachi. Vytéká od ní vádí Nachal Jikon, které na okraji vesnice ústí zprava do vádí Nachal Bachan. Jižně od vesnice pak probíhá také vádí Nachal Šechem.
Obec se nachází 13 kilometrů od břehu Středozemního moře, cca 36 kilometrů severovýchodně od centra Tel Avivu, cca 51 kilometrů jižně od centra Haify a 12 kilometrů jihovýchodně od města Chadera. Gan Jošija obývají Židé, přičemž osídlení v tomto regionu je etnicky smíšené. Na severovýchod od mošavu začíná téměř souvislý pás měst a vesnic obývaných izraelskými Araby - takzvaný Trojúhelník (nejblíže je to město Zemer 4 kilometry odtud). Západním směrem v pobřežní nížině je osídlení ryze židovské. Rovněž na jihu stojí židovské sídlo Bat Chefer. 2 kilometry od vesnice probíhá Zelená linie a za ní stojí arabské (palestinské město) Tulkarm.
Gan Jošija je na dopravní síť napojen pomocí místní silnice číslo 5803. Východně od mošavu probíhá také dálnice číslo 6 (Transizraelská dálnice).

## Dějiny
Gan Jošija byl založen v roce 1949. Jejími zakladateli byla skupina členů židovských jednotek Palmach tvořených židovskými přistěhovalci z Rumunska, kteří před usazením v této lokalitě procházeli výcvikem v kibucu Deganija a Kfar Jechezkel. Mošav je pojmenován podle britského politika Josiah Wedgwooda.
Osadníci se nastěhovali do prostoru jižně od vysídlené arabské vesnice Kakun (někdy též Tel Kakun). Křižácké prameny ji ve středověku nazývaly Quaquo. Ve vesnici se nacházela chlapecká základní škola, mešita a zbytky křižácké i mamlúcké architektury. V roce 1931 v ní žilo 1367 lidí v 260 domech. V červnu 1948 během války za nezávislost byl Kakun ovládnut izraelskými silami a arabské osídlení tu skončilo. Většina zástavby arabské vesnice pak byla zbořena, s výjimkou bývalé školy. V prvních dvou letech pobývali obyvatelé mošavu v provizorních příbytcích, pak došlo k výstavbě trvalých domů. Během následujících let vesnice přijala další skupiny židovských přistěhovalců z Maroka, Polska, Tuniska a SSSR.
Správní území mošavu dosahuje 3000 dunamů (3 kilometry čtvereční). Místní ekonomika je založena na zemědělství. Další pracovní místa jsou v sektoru služeb. Velká část obyvatel za prací dojíždí mimo obec. V roce 1997 začala stavební expanze mošavu. Vyrostlo tu 65 domů určených zčásti pro nové rezidenty, bez vazby na zemědělské podnikání. Další desítky nových domů jsou plánovány.

## Demografie
Podle údajů z roku 2014 tvořili naprostou většinu obyvatel v Gan Jošija Židé - cca 900 osob (včetně statistické kategorie "ostatní", která zahrnuje nearabské obyvatele židovského původu ale bez formální příslušnosti k židovskému náboženství, cca 1000 osob).
Jde o menší sídlo vesnického typu s dlouhodobě výrazně rostoucí populací. K 31. prosinci 2014 zde žilo 961 lidí. Během roku 2014 populace stoupla o 1,3 %.
| Rok            | 1961 | 1972 | 1983 | 1995 | 2001 | 2003 | 2004 | 2005 | 2006 | 2007 | 2008 | 2009 | 2010 | 2011 | 2012 | 2013 | 2014 |
| -------------- | ---- | ---- | ---- | ---- | ---- | ---- | ---- | ---- | ---- | ---- | ---- | ---- | ---- | ---- | ---- | ---- | ---- |
| Počet obyvatel | 297  | 213  | 282  | 383  | 495  | 519  | 561  | 596  | 665  | 713  | 764  | 845  | 911  | 957  | 931  | 949  | 961  |